# Tour de France 1913
11. Tour de France rozpoczął się 29 czerwca, a zakończył 27 lipca 1913 roku w Paryżu. Pierwsze miejsce zajął Philippe Thys z Belgii.
W 1913 roku Tour de France wygrał ponownie kolarz z Belgii, jednak bohaterem kibiców został francuski kolarz Eugène Christophe, który zaatakował Thysa w Pirenejach. Francuz systematycznie powiększał przewagę, jednak na Col du Tourmalet złamał widelec w swym rowerze. W tamtym czasie zabroniona była jakakolwiek pomoc dla kolarzy, dlatego Francuz wziął rower na ramię, dotarł do najbliższej wioski i w miejscowej kuźni naprawił swój rower. Mimo tej przygody Christophe ukończył Tour na siódmej pozycji, a kibice zgotowali mu na mecie w Paryżu głośną owację.

## Etapy
| Etap | Data       | Trasa                       | Dystans | Zwycięzca           | Lider wyścigu                                             |
| ---- | ---------- | --------------------------- | ------- | ------------------- | --------------------------------------------------------- |
| 1    | 29 czerwca | Paryż - Hawr                | 388 km  | Giovanni Micheletto | Giovanni Micheletto                                       |
| 2    | 1 lipca    | Hawr - Cherbourg            | 364 km  | Jules Masselis      | Jules Masselis Alfons Lauwers Marcel Buysse Odile Defraye |
| 3    | 3 lipca    | Cherbourg - Brest           | 405 km  | Henri Pelissier     | Odile Defraye                                             |
| 4    | 5 lipca    | Brest - La Rochelle         | 470 km  | Marcel Buysse       | Odile Defraye                                             |
| 5    | 7 lipca    | La Rochelle - Bajonna       | 379 km  | Henri Van Lerberghe | Odile Defraye                                             |
| 6    | 9 lipca    | Bajonna - Luchon            | 326 km  | Philippe Thys       | Philippe Thys                                             |
| 7    | 11 lipca   | Luchon - Perpignan          | 324 km  | Marcel Buysse       | Marcel Buysse                                             |
| 8    | 13 lipca   | Perpignan - Aix-en-Provence | 325 km  | Gustave Garrigou    | Marcel Buysse                                             |
| 9    | 15 lipca   | Aix-en-Provence - Nicea     | 356 km  | Firmin Lambot       | Philippe Thys                                             |
| 10   | 17 lipca   | Nicea - Grenoble            | 333 km  | François Faber      | Philippe Thys                                             |
| 11   | 19 lipca   | Grenoble - Genewa           | 325 km  | Marcel Buysse       | Philippe Thys                                             |
| 12   | 21 lipca   | Genewa - Belfort            | 335 km  | Marcel Buysse       | Philippe Thys                                             |
| 13   | 23 lipca   | Belfort - Longwy            | 325 km  | François Faber      | Philippe Thys                                             |
| 14   | 25 lipca   | Longwy - Dunkierka          | 393 km  | Marcel Buysse       | Philippe Thys                                             |
| 15   | 27 lipca   | Dunkierka - Paryż           | 340 km  | Marcel Buysse       | Philippe Thys                                             |

## Klasyfikacja końcowa
| Lp  | Zawodnik          | Kraj       | Zespół     | Czas         |
| --- | ----------------- | ---------- | ---------- | ------------ |
| 1.  | Philippe Thys     | Belgia     | Peugeot    | 197h 54' 00" |
| 2.  | Gustave Garrigou  | Francja    | Peugeot    | +8' 37"      |
| 3.  | Marcel Buysse     | Belgia     | Peugeot    | +3h 30' 55"  |
| 4.  | Firmin Lambot     | Belgia     | Griffon    | +4h 12' 45"  |
| 5.  | François Faber    | Luksemburg | Peugeot    | +6h 26' 04"  |
| 6.  | Alfons Spiessens  | Belgia     | J.B Louvet | +7h 57' 52"  |
| 7.  | Eugène Christophe | Francja    | Peugeot    | +14h 06' 35" |
| 8.  | Camilo Bertarelli | Włochy     | —          | +16h 21' 38" |
| 9.  | Joseph Van Daele  | Belgia     | J.B Louvet | +16h 39' 53" |
| 10. | Emile Engel       | Francja    | Peugeot    | +16h 52' 34" |